# Паломар 5
Паломар 5 (Palomar 5, Pal 5) — шаровое звёздное скопление, открытое Вальтером Бааде в 1950 году.
В 1955 году скопление было независимо обнаружено Альбертом Уилсоном (англ. Albert George Wilson). Первоначально скопление получило название Serpens (Змея) по названию созвездия, в котором оно было открыто, но затем данное скопление внесли в каталог как Паломар 5.
Скопление испытывает разрушительное влияние притяжения Млечного Пути: многие звёзды покидают скопление, образуя звёздный поток. Данный поток обладает массой 5000 масс Солнца и длиной 30 000 световых лет. Скопление расположено на расстоянии около 60,6 тысяч световых лет (18,6 кпк) от центра Галактики. Скопление демонстрирует значительное сжатие: отношение длин малой и большой полуосей составляет 0,62 ± 0,23.